# Джейсівілл (Іллінойс)
Джейсівілл (англ. Jeisyville) — селище (англ. village) в США, в окрузі Крістіан штату Іллінойс. Населення — 102 особи (2020).

## Географія
Джейсівілл розташований за координатами 39°34′45″ пн. ш. 89°24′29″ зх. д. / 39.57917° пн. ш. 89.40806° зх. д. (39.579204, -89.408060).  За даними Бюро перепису населення США в 2010 році селище мало площу 0,32 км², уся площа — суходіл.

## Демографія
Згідно з переписом 2010 року, у селищі мешкало 107 осіб у 47 домогосподарствах у складі 33 родин. Густота населення становила 336 осіб/км².  Було 49 помешкань (154/км²).
Расовий склад населення:
| - 98,1 % — білих |

До двох чи більше рас належало 1,9 %. Частка іспаномовних становила 0,0 % від усіх жителів.
За віковим діапазоном населення розподілялося таким чином: 18,7 % — особи молодші 18 років, 57,9 % — особи у віці 18—64 років, 23,4 % — особи у віці 65 років та старші. Медіана віку мешканця становила 53,4 року. На 100 осіб жіночої статі у селищі припадало 87,7 чоловіків;  на 100 жінок у віці від 18 років та старших — 97,7 чоловіків також старших 18 років.
Середній дохід на одне домашнє господарство  становив 44 973 долари США (медіана — 41 250), а середній дохід на одну сім'ю — 50 808 доларів (медіана — 55 938). За межею бідності перебувало 18,9 % осіб, у тому числі 42,3 % дітей у віці до 18 років та 11,1 % осіб у віці 65 років та старших.
Цивільне працевлаштоване населення становило 27 осіб. Основні галузі зайнятості: транспорт — 22,2 %, будівництво — 22,2 %, науковці, спеціалісти, менеджери — 14,8 %, виробництво — 11,1 %.